# .us
.us – domena internetowa przypisana do Stanów Zjednoczonych, lecz używana rzadziej niż .com.

## Stanowe domeny drugiego poziomu
- .ak.us: Alaska
- .al.us: Alabama
- .ar.us: Arkansas
- .az.us: Arizona
- .ca.us: Kalifornia
- .co.us: Kolorado
- .ct.us: Connecticut
- .de.us: Delaware
- .fl.us: Floryda
- .ga.us: Georgia
- .hi.us: Hawaje
- .ia.us: Iowa
- .id.us: Idaho
- .il.us: Illinois
- .in.us: Indiana
- .ks.us: Kansas
- .ky.us: Kentucky
- .la.us: Luizjana
- .ma.us: Massachusetts
- .md.us: Maryland
- .me.us: Maine
- .mi.us: Michigan
- .mn.us: Minnesota
- .mo.us: Missouri
- .ms.us: Missisipi
- .mt.us: Montana
- .nc.us: Karolina Północna
- .nd.us: Dakota Północna
- .ne.us: Nebraska
- .nh.us: New Hampshire
- .nj.us: New Jersey
- .nm.us: Nowy Meksyk
- .nv.us: Nevada
- .ny.us: Nowy Jork
- .oh.us: Ohio
- .ok.us: Oklahoma
- .or.us: Oregon
- .pa.us: Pensylwania
- .ri.us: Rhode Island
- .sc.us: Karolina Południowa
- .sd.us: Dakota Południowa
- .tn.us: Tennessee
- .tx.us: Teksas
- .ut.us: Utah
- .va.us: Wirginia
- .vt.us: Vermont
- .wa.us: Waszyngton
- .wi.us: Wisconsin
- .wv.us: Wirginia Zachodnia
- .wy.us: Wyoming

### Terytoria i posiadłości
- .as.us: Samoa Amerykańskie (także osobna domena krajowa .as)
- .dc.us: District of Columbia (dotyczy miasta stołecznego Waszyngton)
- .gu.us: Guam (także osobna domena krajowa .gu)
- .pr.us: Portoryko (także osobna domena krajowa .pr)
- .vi.us: Wyspy Dziewicze Stanów Zjednoczonych (także osobna domena krajowa .vi)
- .mp: Mariany Północne (krajowa domena najwyższego poziomu)
- .um: Dalekie Wyspy Mniejsze Stanów Zjednoczonych (krajowa domena najwyższego poziomu)